# Madrid Masters 2003
Il Madrid Masters 2003 è un torneo di tennis che si è giocato sul cemento indoor. 
È stata la 2ª edizione del Madrid Masters,che fa parte della categoria ATP Masters Series nell'ambito dell'ATP Tour 2003.
Il torneo si è giocato nella Madrid Arena di Madrid in Spagna dal 13 al 20 ottobre 2003.

## Campioni

### Singolare
Juan Carlos Ferrero ha battuto in finale  Nicolás Massú con il punteggio di 6–3, 6–4, 6–3

### Doppio
Mahesh Bhupathi /  Maks Mirny hanno battuto in finale  Wayne Black /  Kevin Ullyett con il punteggio di 6–2, 2–6, 6–3